# Мережко, Игорь Борисович
Игорь Борисович Мережко (укр. Ігор Мережко; род. 30 апреля 1998, Харьков) — украинский хоккеист, защитник.

## Спортивная карьера
Игорь Мережко начал свой хоккейный путь в Харьковском СДЮШОР. Воспитанник «Донбасс 98». Сезон 2014/2015 провел в Австрийском Рэдбуле. В 2015 году уехал в Канаду, где провел 4 сезона в молодёжной канадской хоккейной лиге WHL. В 2019 году подписал свой первый контракт как профессионального хоккеиста в Узбекистанском Хумо, который выступал в ВХЛ. Сезоны 2020/2021 и 2021/2022 провел в Тюменском Рубине, который также является клубом ВХЛ. В сезоне 2020/2021 стал бронзовым призёром ВХЛ. Сезон 2021/2022 стал для Игоря Мережко чемпионским.
С 2022 является капитаном национальной сборной Украины по хоккею с шайбой.
В 2022 году подписал контракт на 1 год в команде Оденсе Бульдогс, которая выступает в Датской хоккейной лиге. Вошел в символическую пятерку чемпионата Дании, а также стал самым забивным защитником Лиги (13 голов).
В 2023 году признан лучшим украинским хоккеистом.
Сезон 2023/2024 провёл в Словацкой Экстралиге за Спишска Нова Вес. По результатам сыгранного сезона Игорь стал самым результативным защитником Словацкой Экстралиги (48 очков), вошел в символическую пятерку и стал серебряным призёром чемпионата.
После успешного сезона в Словакии перешел в Чешскую Экстралигу в команду ХК Плзень «Шкода».

## Достижения
Бронзовый призёр ВХЛ 2020/2021
 Чемпион ВХЛ 2021/2022
 Серебряный призёр чемпионата Словакии 2023/24

## Статистика
|         |                  |                        | Регулярный сезон | Регулярный сезон | Регулярный сезон | Регулярный сезон | Регулярный сезон | Регулярный сезон | Плей-офф | Плей-офф | Плей-офф | Плей-офф | Плей-офф | Плей-офф |
| Сезон   | Команда          | Лига                   | Игр              | Г                | П                | Очк              | +/-              | Штр              | Игр      | Г        | П        | Очк      | +/-      | Штр      |
| ------- | ---------------- | ---------------------- | ---------------- | ---------------- | ---------------- | ---------------- | ---------------- | ---------------- | -------- | -------- | -------- | -------- | -------- | -------- |
| 2019/20 | Хумо             | Высшая хоккейная лига  | 43               | 1                | 8                | 9                | +4               | 35               | 11       | 0        | 5        | 5        | 3        | 11       |
| 2020/21 | Рубин            | Высшая хоккейная лига  | 44               | 3                | 13               | 16               | 0                | 25               | 16       | 1        | 6        | 7        | +4       | 8        |
| 2021/22 | Рубин            | Высшая хоккейная лига  | 50               | 10               | 15               | 25               | +28              | 14               | 7        | 0        | 6        | 6        | +4       | 4        |
| 2022/23 | Оденсе Бульдогс  | Датская хоккейная лига | 48               | 13               | 23               | 36               | +32              | 41               | 6        | 2        | 6        | 8        | +3       | 2        |
| 2023/24 | Спишска Нова Вес | Словацкая Экстралига   | 49               | 10               | 38               | 48               | +27              | 14               | 15       | 1        | 8        | 9        | +7       | 4        |
| 2024/25 | Шкода Плзень     | Чешская Экстралига     | 52               | 5                | 8                | 13               | +4               | 10               | 4        | 1        | 0        | 1        | +2       | 0        |